# Athanase le Rhéteur
Pour les articles homonymes, voir Athanase.
Athanase le Rhéteur (appelé aussi Pierre Athanase), né à Costanza près de Famagouste (Chypre) en 1571, mort à Paris le 13 mars 1663, âgé de quatre-vingt-douze ans, est un prêtre et lettré grec qui vécut longtemps à Paris au XVIIe siècle. Il a fourni plusieurs centaines de manuscrits grecs figurant au catalogue de la Bibliothèque nationale de France.

## Éléments biographiques
Il naquit l'année de la conquête de Chypre par l'Empire ottoman. Il perdit jeune ses parents, ayant deux frères plus âgés que lui. Il se rendit à Constantinople où il jouit de la faveur des patriarches Néophyte II et Timothée II. Il devint hiéromoine et protosyncelle de l'Église de Constantinople. Il fut envoyé, aux frais du patriarcat, au collège jésuite ouvert dans la capitale ottomane avec le soutien et le patronage de l'ambassade de France. Devenu philo-catholique (comme les deux patriarches dont il était proche), il se distingua en 1614 dans une controverse théologique avec le métropolite Hilarion d'Héraclée.
Peu après, il gagna Rome où il espérait entrer au collège pontifical Saint-Athanase (destiné aux chrétiens grecs). Il n'y fut pas admis à cause de son âge trop avancé. Il resta néanmoins en Occident, et était établi à Paris dès les années 1620. Il y écrivit des ouvrages philosophiques : son Anti-Campanella fut revêtu le 20 février 1638 de l'approbation de la Sorbonne.
En 1642, le chancelier Pierre Séguier décida d'enrichir sa bibliothèque en manuscrits grecs, et il missionna pour ce faire Athanase en Orient. Celui-ci arriva à Constantinople en août 1643 et put compter sur le soutien de l'ambassadeur Jean de La Haye. En décembre 1643, le cardinal Mazarin écrivit au diplomate qu'il voulait qu'on lui cherche pour lui aussi des manuscrits (ou imprimés) grecs, turcs et arabes. L'ambassadeur accusa réception de cette lettre le 23 avril 1644, et le 5 novembre suivant il informait le cardinal des premières recherches effectuées, qu'il avait confiées à un capucin nommé frère Romain et à Athanase.
Athanase collecta donc des livres à la fois pour Séguier et pour Mazarin. Dès 1643, il avait trouvé de nombreux manuscrits grecs pour le chancelier : 46 de Chypre, 10 de Constantinople, et plusieurs dizaines d'autres de Thrace, Macédoine, Thessalie et du Mont Athos. Pour le cardinal, il alla en 1644 au Mont Liban, puis dans la région de Thessalonique. Le 25 octobre 1646, l'ambassadeur de La Haye envoya Athanase au Mont Athos, mais la mission fut un échec, et Athanase resta bloqué quatre mois sur l'île de Lemnos. Au début de mai 1647, l'ambassadeur le renvoya au même endroit, cette fois avec les autorisations des autorités turques locales. Il dut faire face à l'hostilité de moines très hostiles aux Occidentaux, mais le 30 novembre il annonçait à l'ambassadeur qu'il se trouvait à Lemnos avec de nombreux manuscrits de grande valeur. Mais retourner à Constantinople s'avéra difficile car les Vénitiens bloquaient le trafic maritime. En mars 1648, Jean de La Haye pouvait enfin annoncer à Mazarin que 150 manuscrits et 16 livres imprimés étaient arrivés du Mont Athos.
Athanase resta à Constantinople jusqu'en juin 1653. Il avait été autorisé par les patriarches à prêcher et enseigner. En juin 1652, il assista à un sermon anticatholique de l'éphémère patriarche Athanase Patellaros, et il le réfuta par un écrit qui eut du retentissement. Au début de 1653, il écrivit aux patriarches melkites d'Alexandrie et de Jérusalem pour les inviter à s'unir au pape, et il reçut d'eux des réponses.
Revenu à Paris, âgé déjà de quatre-vingt-deux ans, il y fut assez mal traité : en 1655, le chancelier Séguier lui fit enlever cent seize manuscrits qu'il avait gardés chez lui ; il se plaignit, réclama une compensation, y compris auprès du roi en 1662, mais rien n'y fit. Étienne Baluze, alors secrétaire de l'archevêque Pierre de Marca, raconte que le vieil homme vivait alors dans une grande pauvreté, vêtu de loques, mais que l'archevêque, qui appréciait beaucoup son mérite, le recevait souvent à sa table et le faisait toujours asseoir près de lui, au grand dam de ses invités plus reluisants. C'était, dit Baluze, un homme très érudit en matière de théologie et de philosophie, et d'une grande modestie.
Il mourut le 13 mars 1663, et fut inhumé dans l'église Saint-Étienne-du-Mont. Ce qui restait de sa bibliothèque (un manuscrit et une cinquantaine de livres imprimés) fut assigné à l'abbaye Sainte-Geneviève. Les quelques autres biens qu'il possédait allèrent au chancelier Séguier, qui les distribua à un mousquetaire et à ses domestiques.
À la Bibliothèque nationale de France, l'ancienne bibliothèque du chancelier Séguier constitue le Fonds Coislin (du nom d'Henri-Charles de Coislin, arrière-petit-fils du chancelier). Ce fonds comprend quatre cents manuscrits grecs, dont plus de trois cents ont été collectés par Athanase. Une petite partie des manuscrits de l'Ancien Fonds Grec viennent aussi de lui.

## Œuvre

### Publications
- Opuscula philosophica quattuor, Paris, 1639 (dédiés au chancelier Séguier ; en grec et en latin, les trois premiers étant des traités de logique, le dernier étant consacré à la psychologie et à l'éthique d'après Jamblique) ;
- Aristoteles propriam de animæ immortalitate mentem explicans. Opus ex multis ac variis philosophis collectum Aristotelis ipsius auditoribus, Paris, 1641 (en grec et en latin et en trois livres, le premier dédié au chancelier Séguier, le second à Achille de Harlay de Sancy, l'ancien ambassadeur devenu évêque de Saint-Malo) ;
- Anti-Patellaros. Epistola de unione ecclesiarum ad Alexandrinum et Hierosolymorum patriarchas. Anti-Campanella in compendium redactus, Paris, 1655 (les deux premiers textes en grec et en latin ; le troisième, en latin seulement, est un abrégé de sa réfutation du De sensu rerum et magia de Tommaso Campanella, ouvrage publié à Francfort en 1620 puis à Paris en 1637 ; réfutation écrite juste après l'édition parisienne, puisque l'approbation de la Sorbonne est datée du 20 février 1638[5]) ;

### Textes restés en manuscrits
Il existe une douzaine de textes non publiés venant des manuscrits d'Athanase (BnF Suppl. gr. 1014, 1026, 1027 et 1030). Les deux derniers contiennent notamment des textes d'alchimie. Il y a aussi des commentaires de deux dialogues de Platon, le Parménide et le Timée, inspirés de Proclus.